# سافی‌ناز
سافی‌ناز ( انگلیسی: Safinaz؛ زادهٔ ۲۰ دسامبر ۱۹۸۳) بازیگر، بازیگر سینما و رقص عربی اهل ارمنستان است.

## زندگی‌نامه
وی با نام تسووینار گریگوریان (ارمنی: Ծովինար Գրիգորեան) در ۲۰ دسامبر ۱۹۸۳ در  به دنیا آمد.